# Kljazma
A Kljazma (oroszul: Клязьма)  folyó Oroszország európai részén, az Oka bal oldali mellékfolyója.

## Földrajz
A Kljazma a központi fekvésű Moszkvai, Vlagyimiri, Ivanovói és Nyizsnyij Novgorod-i területen folyik keresztül. Hossza 686 km, vízgyűjtő területe 42 500 km². Közepes vízhozama Kovrovnál 147 m³/s.
A Moszkvai-felföldön, Szolnyecsnogorszk mellett ered. Eleinte délkelet, majd kelet felé folyik; a Moszkvai területet elhagyva északkeletre, a Tyeza torkolatánál újra délkeletre fordul és Dzerzsinszktől nyugatra ömlik az Okába.
Felső szakaszán szűk völgyben, kissé meredek partok között folyik. Útját előbb a Kljazmai-, majd a Pirogovi-víztárolón át folytatja, szélessége még ezeket elhagyva sem haladja meg a 20 m-t. A Mescsorai-alföldön halad tovább, itt már lassú, tipikusan alföldi jellegű folyó. Vlagyimirnál 130 m széles, legszélesebb részei valamivel meghaladják a 200 m-t.
A folyót főleg olvadékvizek táplálják; felszínét november végétől április elejéig jég borítja, vízszintjét a tavaszi zöldár mintegy 6–7 m-rel megemeli.
A Kljazma a torkolattól Vlagyimirig, kb. 300 km-en át hajózható. A folyami hajózás központja Vjaznyiki.

## Mellékfolyók
- Bal oldalon: Serna, Peksa, Koloksa, Nyerl, Uvogy, Tyeza, Luh.
- Jobb oldalon: Polja, Szudogda, Szuvoros

Közülük csak a Tyeza hajózható.

## Városok
- Scsolkovo
- Noginszk
- Pavlovszkij Poszad
- Orehovo-Zujevo
- Vlagyimir
- Kovrov
- Vjaznyiki

A Kljazma az európai országrész központi vidékeinek folyója, vizét a partjain épült ipari városok és üzemek erősen szennyezik. A szennyezettség mértéke 1995 óta mérséklődött, feltehetően az ipari termelés visszaesése miatt.
Halállománya viszonylag gazdagnak mondható.